# Crunchyroll
Crunchyroll is een Amerikaanse video-on-demand over-the-top streamingdienst die eigendom is van Sony Group Corporation. De dienst distribueert voornamelijk films en televisieseries geproduceerd door Oost-Aziatische media, waaronder Japanse anime, en heeft zijn hoofdkantoor in San Francisco, Californië, met de Japanse vestiging in Shibuya, Tokio.

## Geschiedenis
Tussen 2006 en 2008 was Crunchyroll een non-profit website waarop gebruikers zelf afleveringen van animeseries konden uploaden. Vaak ging het hierbij om materiaal waar copyright op rustte. Crunchyroll haalde dit materiaal wel weg wanneer een rechthebbende een klacht indiende over het aangeboden materiaal.
In 2008 investeerde de Amerikaanse investeringsmaatschappij Venrock ruim 4 miljoen dollar in de website. Hierna was de website in staat officiële licenties aan te schaffen voor de series die werden aangeboden. Er werd onder andere een deal beklonken met TV Tokyo, waarmee de zeer populaire animeserie Naruto legaal te bekijken was op de website.
In december 2013 kocht The Chernin Group een meerderheidsaandeel in de website. Onbevestigde berichten gaven aan dat The Chernin Group 100 miljoen dollar over had voor het meerderheidsaandeel. TV Tokyo bleef aan als vaste partner waardoor een blijvend aanbod van anime gegarandeerd werd.
Sinds 2014 sponsort Crunchyroll meerdere YouTube kanalen die zich focussen op anime. In ruil voor hun financiële bijdrage maken deze kanalen reclame voor Crunchyroll.

## Werkwijze
Crunchyroll biedt gratis afleveringen aan van (voornamelijk) Japanse anime- en dramaseries. Ook gratis gebruikers kunnen deze series bekijken zonder registratie. Het is mogelijk om series te kijken op een pc (Windows, Mac OS X en Linux), Roku, Boxee, Wii en Wii U, Apple TV, iOS, Windows Phone, Android, Chromecast, smart-tv, PS3, PS4, PS Vita of Xbox 360/One. Een aflevering wordt gewoonlijk onderbroken door twee of drie reclames. Daarnaast kan men kiezen voor een maandelijks abonnement waarvoor klanten enkele extra's krijgen. Zij kunnen series in hogere kwaliteit kijken, krijgen geen reclame en worden nieuwe afleveringen beschikbaar één uur na de Japanse uitzending.

## Anime Awards
Sinds 2017 reikt Crunchyroll jaarlijks filmprijzen uit voor de beste animefilms en -series. Het evenement heet de Crunchyroll Anime Awards en wordt gehouden in de Japanse hoofdstad Tokio. In maart 2024 vond de achtste editie plaats.